# Hadrumetum

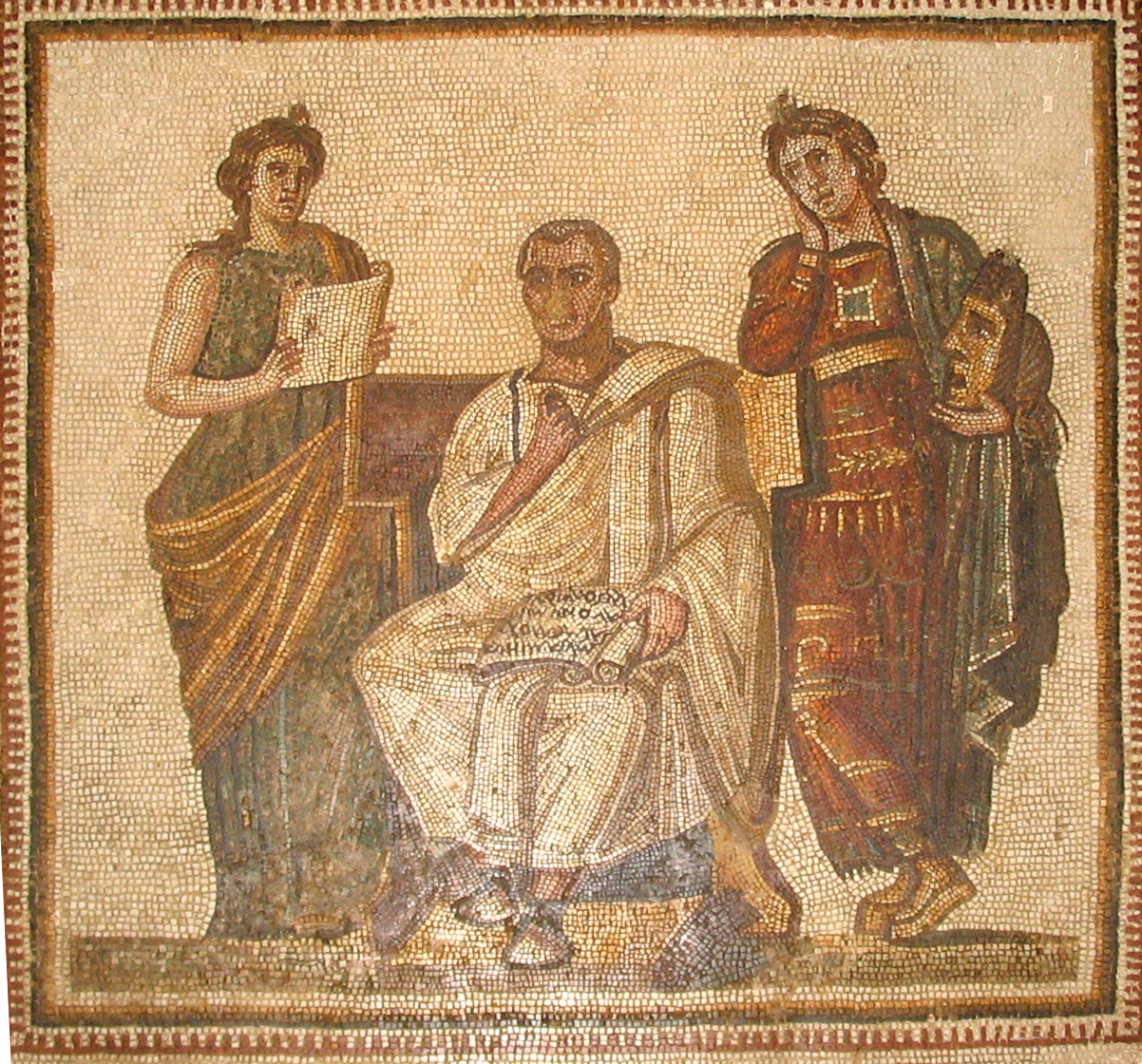
Mosaico del descubierto en Hadrumetum que representa a Virgilio con su Eneida entre las musas Clío y Melpómene. Hoy en el Museo del Bardo.

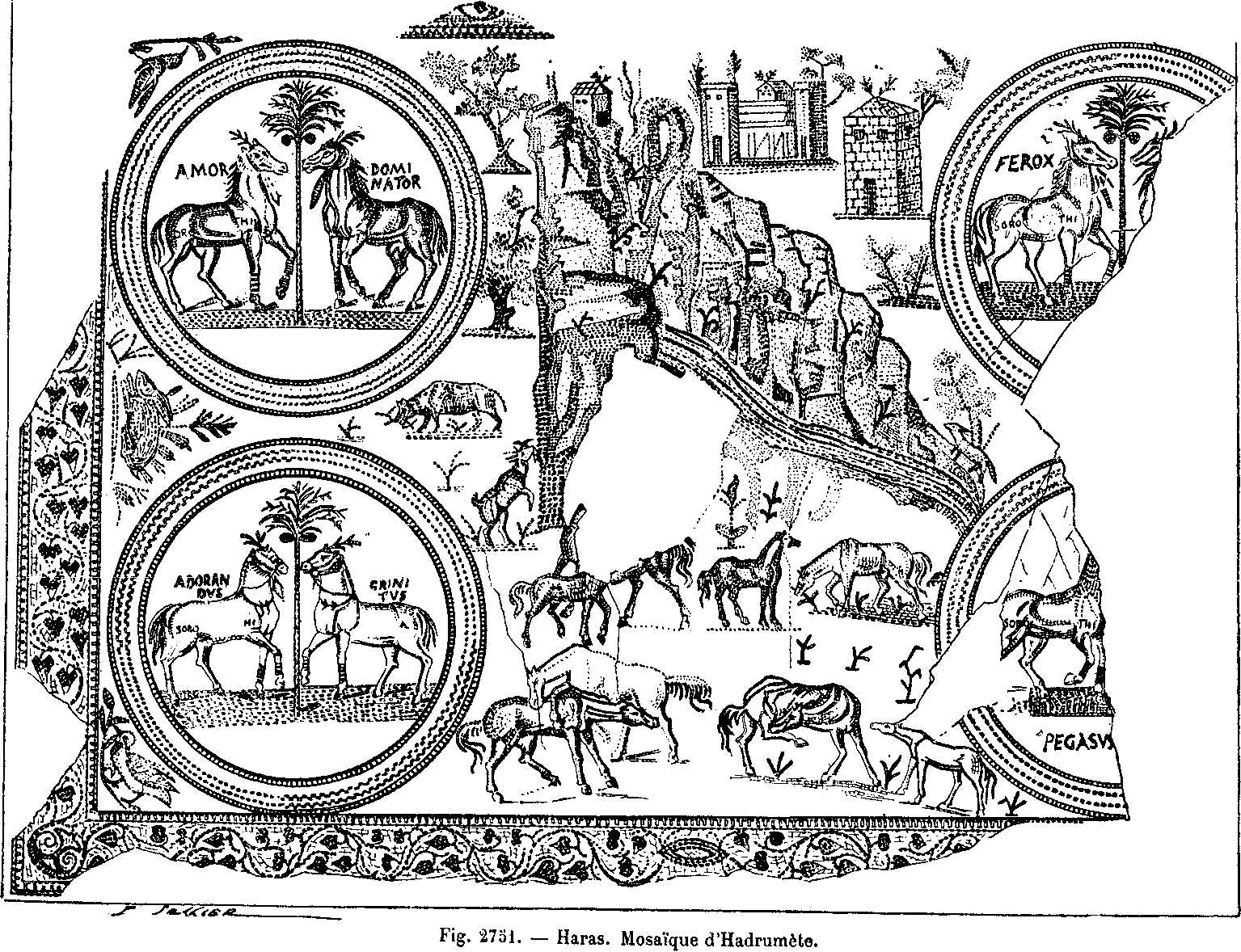
Dibujo de un mosaico de la domus de Sorothus en Hadrumetum.

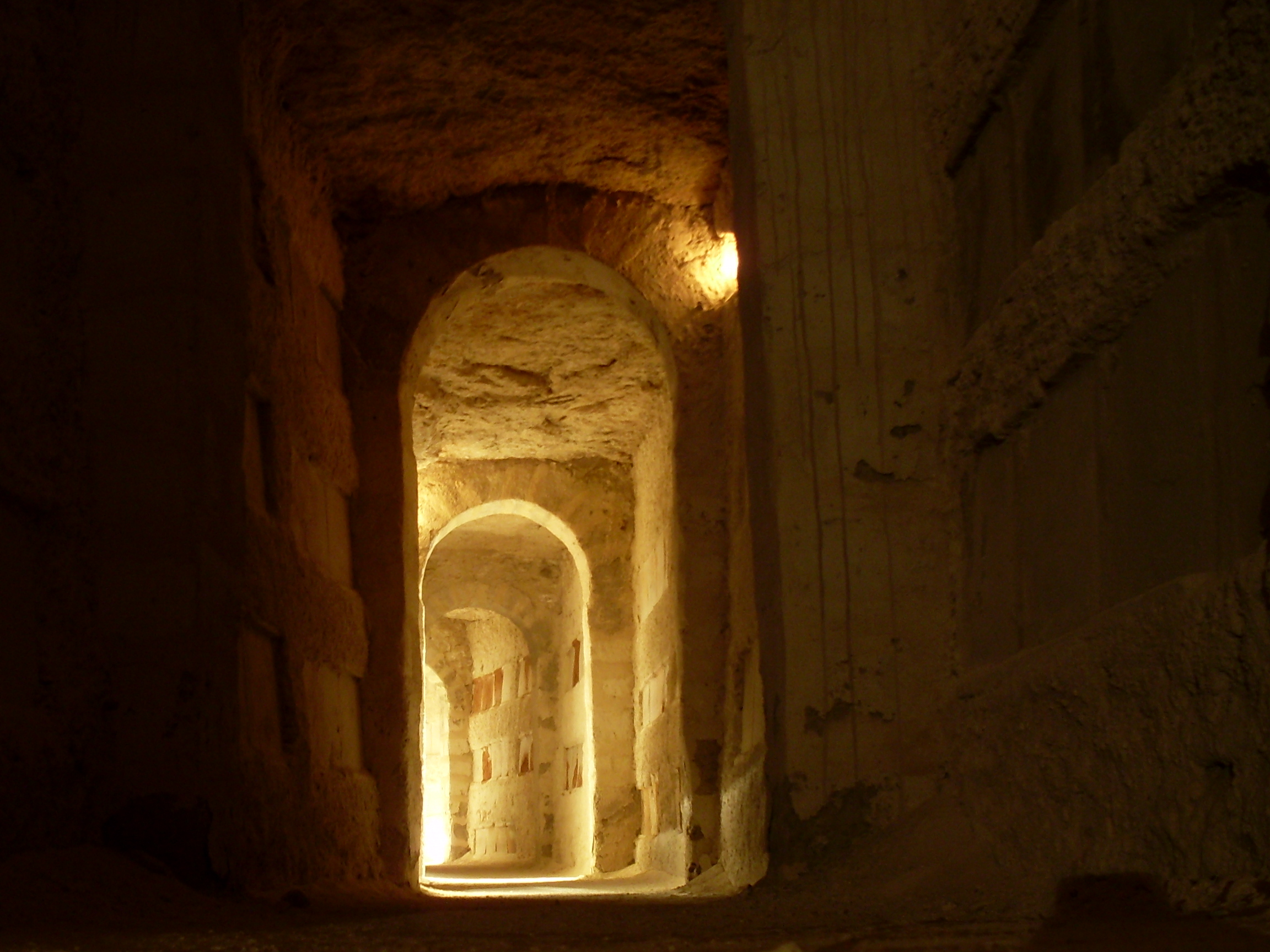
Catacumbas cristianas de Hadrumetum.

Hadrumetum, pero también, principalmente, Hadrumeto, Susa, Sousse o Justinianopolis es el nombre de una colonia fenicia, que fue fundada antes que la propia Cartago. Posteriormente se convirtió en una de las ciudades más importantes del África romana antes de que los conquistadores vándalos, bizantinos y omeyas la dejaran en ruinas. Desde la Edad Moderna era el pueblo de Hammeim, ahora parte de Susa (Túnez).

## Nombres
El nombre fenicio y púnico del lugar era drmt (𐤃𐤓𐤌𐤕), 'Sur' o ʾdrmt (𐤀𐤃𐤓𐤌𐤕), 'El sur'. Una estructura similar aparece en el nombre fenicio del viejo Cádiz en España, que aparece como Gadir ('Fortaleza') o Agadir ('La Fortaleza').
Las antiguas transcripciones del nombre muestran una gran variación. Diferentes geógrafos griegos helenizaron el nombre como Adrýmē (Ἀδρύμη), Adrýmēs (Ἀδρύμης), Adrýmēton (Ἀδρύμητον), Adrýmētos (Ἀδρύμητος), Adramýtēs (Ἀδραμύτης) o Adrámētós (Ἀδράμητος). Las inscripciones y monedas romanas conocidas estandarizaron su latinización como Hadrumetum aunque aparece en otras fuentes como Adrumetum, Adrumetus, Adrimetum o Hadrymetum. Tras su refundación como colonia romana, su nombre formal fue Colonia Concordia Ulpia Trajana Angusto Frugifera Hadrumetina para honrar a su patrocinador imperial, Trajano.
Fue renombrada Honoriopolis por el emperador Honorio a principios del siglo V, Hunericopolis por el rey vándalo Hunerico y Justinianopolis por el emperador bizantino Justiniano I.

## Geografía
Hadrumetum, a unos 160 km al sur de Cartago, como ciudad portuaria controlaba la desembocadura de un pequeño río en el golfo de Hammamet (en latín: Sinus Neapolitanus), una salida al Mediterráneo a lo largo de la costa tunecina.

## Historia

### Colonia fenicia
Hacia el 1100 a. C., los fenicios habrían establecido un primer puesto comercial en la costa tunecina en Útica, y posteriormente en Hadrumetum que sirvió como punto de referencia a lo largo de sus rutas comerciales hacia Italia y el Estrecho de Gibraltar y Gadir. Su establecimiento precedió a Cartago. Al igual que otras colonias fenicias occidentales establecidas por los tirios, se convirtió en parte del Imperio cartaginés tras el largo asedio de Tiro por Nabucodonosor II en los años 580 y 570 a. C.
Se convierte en uno de los principales puertos comerciales púnicos. Las estelas de su tofet, dedicadas al dios Baal Hammon, dan testimonio de su pujanza.

### Ciudad cartaginesa
Agatocles de Siracusa capturó la ciudad el 310 a. C. durante la Tercera Guerra de Sicilia, como parte de un intento fallido de trasladar el conflicto a África. Hadrumetum más tarde proporcionó refugio a Aníbal y otros supervivientes cartagineses después de su derrota de 202 a. C. en Zama, que decidió el resultado de la segunda guerra púnica. La longitud de las fortificaciones púnicas fue de aproximadamente 6.410 metros, de las que perduran algunas ruinas.

### Ciudad romana
Durante la tercera guerra púnica, el gobierno de Hadrumetum apoyó a los romanos contra Cartago y, después de la destrucción de Cartago en el 146 a. C., recibió territorio adicional y el estatus de ciudad libre en agradecimiento. Durante este período, eligió sus propios sufetes (latín: duumvir) y acuñó sus propias monedas de bronce con la cabeza de 'Neptuno' o el Sol.
Durante la guerra civil entre Pompeyo y Julio César, Cayo Considio Longo aseguró Hadrumetum para los Optimates con fuerzas equivalentes a dos legiones romanas. A pesar de ser reforzado por Cneo Calpurnio Pisón, la caballería bereber de Calpurnio Pisón y el ejército a pie de Clupea, sin embargo, se vio obligado a permitir que César desembarcara el 28 de diciembre de 47 a. C. Para Suetonio, durante este desembarco, se produjo la famosa caída de César, que al incorporarse, se enfrentó a un presagio agarrando un puñado de tierra y proclamando '¡Ahora te tengo, África!' (latín: teneo te Africa). Los intentos de César de negociar con Longo fueron rechazados, pero la campaña militar condujo posteriormente a su victoria sobre Quinto Cecilio Metelo Escipión y Juba en Thapso y, después de la misma, Longo fue asesinado por sus propios hombres por el dinero que llevaba y la ciudad pasó a ser dominada por César.
Hadrumetum fue una de las comunidades más importantes del norte de África romana debido a la fertilidad de su interior (el Sahel tunecino del actual Túnez), lo que la convirtió en una importante fuente de suministro de granos a Roma. Se enfrentó a su vecina Thysdrus por el templo de una diosa equiparada a Minerva, que se encontraba en la frontera común.
Con Augusto, sus monedas llevaban el anverso de su cara y el nombre (y a menudo, la cara) del procónsul de África al reverso. Después de Augusto, la ceca se cerró. Hadrumetum llegó a rebelarse mientras Vespasiano era procónsul de África. Sin embargo, continuó prosperando y Trajano le otorgó el rango de colonia romana, y a sus residentes la ciudadanía romana. De la época, ha quedado un impresionante legado de mosaicos que han llegado a nuestros días, junto con muchos objetos del cristianismo primitivo hallados en catacumbas. Llegó a ser la segunda ciudad de la África romana después de Cartago y el lugar de nacimiento de Clodio Albino, que intentó convertirse en emperador de Roma en la década de 190. A finales del siglo III, se convirtió en la capital de la nueva provincia de Bizacena.

### Vándalos e historia posterior
En 434, fue destruida en gran parte por los vándalos. Su ferviente arrianismo produjo una serie de mártires ortodoxos en la comunidad, incluidos los santos Félix de Hadrumetum y Victoriano. Un siglo después, Hadrumetum fue recuperada y reconstruida por los bizantinos  de Justiniano I durante la Guerra vándala (533-534), tomando entonces el nombre de Justinianopolis. Antes de la conquista árabe en el siglo VII por el califato omeya, se fundó en los alrededores la ciudad de Susa.

## Arqueología
Las ruinas de Hadrumetum se alzaban en la aldea de Hammeim, a 10 kilómetros de la moderna Susa, que creció para incluirlas en sus alrededores.
Bajo el dominio colonial francés, el ingeniero francés A. Daux redescubrió los embarcaderos y espigones del antiguo puerto comercial de la ciudad romana y la línea de su puerto militar. Los dos habían sido en su mayor parte, artificiales y habían quedado enlodado desde la antigüedad. Louis Carton y Abbé Leynaud redescubrieron las antiguas catacumbas cristianas en 1904, cuyos túneles se extienden varios kilómetros mediante de pequeñas galerías subterráneas llenas de sarcófagos e inscripciones romanas y bizantinas.
Además de las murallas púnicas, puertos romanos y catacumbas bizantinas, pueden contemplarse las ruinas de la acrópolis, la basílica bizantina, el circo romano, cisternas, el teatro romano y una necrópolis púnica.

## Cristianismo
Como gran ciudad romana, Hadrumetum produjo varios mártires y santos cristianos, como Mavilo  durante las persecuciones del reinado de Caracalla y el obispo Félix de Hadrumetum y Victoriano durante los vándalos, para convertir por la fuerza a sus súbditos al arrianismo. De 255 a 551, la ciudad fue sede de un obispado cristiano. La sede volvió a ponerse en marcha en el siglo XVII como sede titular de la Iglesia católica.